# Кріста Палмер
Кріста Палмер (англ. Krysta Palmer 13 червня 1992 — Карсон-Сіті) — американська стрибунка у воду, бронзова призерка Олімпійських ігор та чемпіонату світу.

## Біографія
Народилась в родині Мітчела та Вікі Палмерів, має брата Деві. Її дідусь, Норман Палмер, був членом збірної США з лиж.
Міський голова Рено Гіларі Шиф оголосила день здобуття бронзової нагороди, 3 серпня 2021 року, "Днем Крісти Палмер".

## Спортивна кар'єра
Протягом семи років займалась спортивною гімнастикою, потім вісім років була професійною стрибункою на батуті. Брала участь в міжнародних турнірах в складі збірної США. Однак травми (розірване сухожилля лівого коліна та задня поверхня стегна правої ноги) не давали реалізувати потенціал, тому у двадцятирічному віці перейшла до стрибків у воду.
Тренується у Цзянь Лі Ю - першої жінки-тренерки в збірній США, яка була членкинею збірної Китаю зі стрибків у воду до 1980 років.

#### 2017
На дебютному чемпіонаті світу зі стрибків у воду допомогла збірній США здобути бронзову нагороду в командних змаганнях.

#### 2021
На Олімпійських іграх в Токіо, Японія, виборола у фіналі стрибків з 3-м трампліна бронзову нагороду, яка стала другою в історії стрибків у воду США після медалі Келлі Маккормік у 1988 році.

## Виступи на Олімпіадах
| Олімпіада  | Дисципліна                           | Місце |
| ---------- | ------------------------------------ | ----- |
| Токіо 2020 | трамплін, 3 метри (жінки)            | 3     |
| Токіо 2020 | синхронний трамплін, 3 метри (жінки) | 8     |